# Deutsche Freie-Partie-Meisterschaft 1955/56

Veranstaltungsort: Berlin

Die Deutsche Freie-Partie-Meisterschaft 1955/56 ist eine Billard-Turnierserie und fand am 4. März 1956 in Berlin zum fünften Mal statt.

## Geschichte
Es wurde in Berlin wieder eine Deutsche Freie-Partie-Meisterschaft innerhalb einer Mehrfachmeisterschaft (Freie Partie, Cadre 71/2 und Einband) in den Festsälen des Gesundbrunnens veranstaltet. Bei sehr großem Medieninteresse und an allen Tagen vollbesetzten Zuschauerrängen war diese Meisterschaft ein voller Erfolg. Ungeschlagen verteidigte der Frankfurter Walter Lütgehetmann seinen Titel. Zum vierten Mal in Folge belegte der Düsseldorfer Siegfried Spielmann den zweiten Platz. Auch Platz drei ging wie im Vorjahr an den Kölner Ernst Rudolph.

## Modus
Gespielt wurde im Round-Robin-Modus bis 500 Punkte. Die Endplatzierung ergab sich aus folgenden Kriterien:
1. Matchpunkte
2. Generaldurchschnitt (GD)
3. Höchstserie (HS)

## Abschlusstabelle
| MP    | Match Points (Sieger = 2; Unentschieden = 1; Verlierer = 0) |
| Pkte. | Erzielte Karambolagen                                       |
| Aufn. | Benötigte Versuche                                          |
| GD    | Generaldurchschnitt                                         |
| BED   | Bester Einzeldurchschnitt eines Spielers                    |
| HS    | Höchstserie                                                 |
|       | Bester GD des Turniers                                      |
|       | Bester ED des Turniers                                      |
|       | Beste HS des Turniers                                       |
|       | 1. Platz (Gold)                                             |
|       | 2. Platz (Silber)                                           |
|       | 3. Platz (Bronze)                                           |

| Klassement                 | Klassement                           | Klassement | Klassement | Klassement | Klassement | Klassement | Klassement |
| Platz                      | Name                                 | MP         | Pkte.      | Aufn.      | GD         | BED        | HS         |
| -------------------------- | ------------------------------------ | ---------- | ---------- | ---------- | ---------- | ---------- | ---------- |
| 1                          | Walter Lütgehetmann (Frankfurt/Main) | 6:0        | 1500       | 15         | 100,00     | 125,00     | 239        |
| 2                          | Siegfried Spielmann (Düsseldorf)     | 4:2        | 1160       | 21         | 55,23      | 166,66     | 446        |
| 3                          | Ernst Rudolph (Köln)                 | 2:4        | 734        | 19         | 38,63      | 45,45      | 176        |
| 4                          | Rudolf Apelt (Berlin)                | 0:6        | 297        | 31         | 9,58       | –          | 50         |
| Turnierdurchschnitt: 42,91 |                                      |            |            |            |            |            |            |